# Stöttingfjället
Das Stöttingfjället ist eine Hochfläche im Süden der historischen Provinz Lappland in Nordschweden.
Das Stöttingfjället erstreckt sich über die Gemeinden Lycksele, Vilhelmina, Storuman und Åsele in Västerbottens län.
Die Höhe der Hochfläche liegt zwischen 400 und 700 m.
Die höchste Erhebung bildet der Alsberget mit 716 m.
Die Hochfläche ist von glazialen Formen geprägt.
Eine Reihe kleinerer Seen, darunter der Stor Arasjön, befinden sich im oberen Bereich des Stöttingfjället. 
Die Flüsse Öreälven, Lögdeälven und Gideälven haben in dem Gebirgszug ihren Ursprung.
Östlich des Stöttingsfjället verläuft der Umeälven, westlich der  Ångermanälven.
Das Gebiet wird stark von Fichtenwäldern dominiert.
An den höchsten Stellen kommen jedoch Birkenwälder mit subalpinem Charakter vor.
Es befinden sich mehrere Naturschutzgebiete im Stöttingfjället.